# 60 Wall Street
60 Wall Street, kan även kallas J.P. Morgan Bank Building och Deutsche Bank Building, är en skyskrapa som ligger på Manhattan i New York, New York i USA.
Byggnaden uppfördes 1989 som en fastighet för kontor. Den är 227,1 meter hög och har 55 våningar vardera.